# Lobelia acuminata
Lobelia acuminata är en klockväxtart som beskrevs av Olof Swartz. Lobelia acuminata ingår i släktet lobelior, och familjen klockväxter.
Artens utbredningsområde är Jamaica. Inga underarter finns listade i Catalogue of Life.